# Кыргызский государственный университет имени И. Арабаева
Кыргызский государственный университет имени И. Арабаева — университет в г. Бишкек, Кыргызстан. Основан в 1945 году как Женское педагогическое училище, претерпел ряд реорганизаций, под нынешним названием с 2005 года. Назван в честь просветителя и общественного деятеля Ишеналы Арабаева.

## История
В 1945 году во Фрунзе (ныне Бишкек) Приказом ИКП Киргизской ССР от 19.01.1945 г. № 11 и постановлением СНК Киргизской ССР от 15.12.1949 г. № 825 было основано Киргизское женское педагогическое училище, с 1950 — учительский институт, с 1952 — Киргизский женский педагогический институт им. В. В. Маяковского.
На 1972 год в институте обучалось 3,7 тыс. студенток, преподавало около 200 преподавателей, действовали 7 факультетов (физико-математический, биологический, филологический, иностранных языков, музыкальный, педагогики и методики начального обучения, дошкольной педагогики и психологии); заочное отделение; 19 кафедр; 11 учебных лабораторий; библиотека (около 250 тыс. единиц хранения).
В 1992 году Указом Президента Республики Кыргызстан от 23.06.1992 года институт был реорганизован в Кыргызский государственный педагогический институт им. И. Арабаева, в 1994 году преобразован в Кыргызский государственный педагогический университет им. И. Арабаева, и наконец на его базе Указом и. о. президента КР от 03.05.2005 г. 3/160 создан Кыргызский государственный университет им. И. Арабаева.